# Moddervogels
Moddervogels (Grallinidae) zijn een voormalige familie van vogels uit de orde zangvogels met 2 soorten. Tegenwoordig zijn ze opgenomen als geslacht onder de monarchen.

## Kenmerken
De lichaamslengte varieert van 20 tot 26 cm.

## Nestbouw
Deze vogels hebben modder nodig voor de bouw van hun nest.

## Verspreiding
Deze vogels komen voor in Australië en Nieuw-Guinea, altijd in de buurt van water.